# Menago
Il fiume Menago, è un fiume veneto della Provincia di Verona. Nasce dalla sorgente situata in località Fracazzole, nei pressi di Ca di David, nel comune di Verona. Attraversa i grossi centri urbani della Pianura Veronese di Bovolone e Cerea prima di sfociare nel fiume Tartaro-Canalbianco-Po di Levante, in località Santa Teresa in Valle, sempre nel comune di Cerea. Il suo nome deriva da minor acus, fiume minore (rispetto al grande fiume Adige che solcava un tempo il territorio attraversato dal Fiume Menago). 
Il fiume Menago scorre all'interno di un antico alveo, formato dal fiume Adige. In prossimità della foce, il fiume Menago oltrepassa la Fossa Maestra o Emissario Principale attraverso un ponte artificiale.

Il corso del fiume può essere suddiviso essenzialmente in 3 parti:
- Sorgente-Villafontana, con i fontanili,
- Villafontana-Cerea, con la depressione torbosa delle Valli del Menago
- Cerea-foce.

## Comuni attraversati
Durante il suo corso di 40 km, il fiume Menago attraversa i comuni di:
- Verona
- Buttapietra
- Oppeano
- Bovolone
- Casaleone
- Cerea

## Affluenti

### Affluenti di sinistra
- Scolo Seresin
- Scolo Bonamone
- Bolletta
- Crear
- Frescà
- Canossa

### Affluenti di destra
- Moceniga
- Schiva
- Scolo generale
- Scolo Fossà
- Drizzagno
- Fumanella
- Peccana
- Peccanella
- Speziala
- Fossa Nuova.